# 佐久間貴生
佐久間 貴生（さくま たかお、1992年8月11日 – ）は、日本の男性歌手、声優、俳優。フリー。

## 人物
趣味は映画鑑賞、ゲーム、フットサル。特技は歌、ギター、テニス。UVERworldの「just Melody」のミュージックビデオがきっかけで歌を始めたと語っている。

## 来歴

### Fo'xTails時代
2013年11月15日に『Fo'xTails』を結成。佐久間の繊細でありながらパワフルな歌声と肉厚なサウンドでアグレッシブなライブパフォーマンスを繰り広げていた。当時はtakao名義でボーカルとして活動。
ライブハウスを中心にインディーズで活動したのち、2015年にシングル「GLITTER DAYS」をリリースしメジャーデビュー。テレビアニメ『黒子のバスケ』のエンディングテーマに起用された。同シングルのカップリング曲「蛍火」はPSP・PS VITA用恋愛アドベンチャーゲーム『カレイドイヴ』エンディングテーマとしてタイアップされた。同年4月より各地を巡る「レコ発ツアー〜みなさん、コンにちはツアー〜」を行った。
2018年5月6日、同年8月1日の「Make One’s Last Day」代官山UNITでのワンマン公演をもって解散することを発表。シングル『アトリア』 （TVアニメ『食戟のソーマ　餐ノ皿』遠月列車篇EDテーマ）が、ラスト・シングルとなり、本公演をもって解散となった。

### 声優アーティスト時代
2020年2月10日、「佐久間貴生」名義で声優活動を開始することが発表された。2020年3月16日には、テレビアニメ『スケートリーディング☆スターズ』オープニングテーマ「Chase the core」でソロデビューすることを発表した。しかし、国内外に於ける新型コロナウイルス感染症（COVID-19）に対する政府および各行政機関の発表を受けたことによるテレビアニメ『スケートリーディング☆スターズ』の放送時期延期に伴い佐久間のデビュー、「Chase the core」のリリースもともに延期。新たなデビューおよびリリースの時期が、2021年1月13日(水)に決定した。
声優アーティストとして活動していくにあたりしっかり取り組まないと後悔すると思い、声優の専門学校に通い、芝居の勉強をしていたという。
2021年7月14日より公演される舞台、パフォーマンスユニットTWT vol.8『突撃！第九八独立普通科連隊』にて、舞台初出演。
声優アーティストとしてデビューして約半年後の2021年7月21日、「ウルトラマントリガー NEW GENERATION TIGA」のオープニングテーマ「Trigger」をリリース。同年に誕生25周年を迎えた「ウルトラマンティガ」をコンセプトとした作品であったが、佐久間が初めて観たウルトラマンシリーズも「ウルトラマンティガ」であったといい、「歌でそんな作品の一部になれたというのがすごく誇らしく思います」と語っている。
2022年12月21日より公演された朗読劇「グーとパーでチョキを出す2022」にて、朗読劇初出演、初主演。
2024年1月28日、初のワンマンライブ「Acoustic Home Coming」を六本木CLUB EDGEにて開催。
2024年3月31日、所属していた事務所Apollo Bayとの専属契約が終了。2024年4月1日以降は声優活動のみの業務委託契約へ移行。
2024年8月12日、Apollo Bayとの契約が終了。仕事の依頼は本人の各種SNSのDM等で受け付けている。
2024年10月15日、レーベルをLantisからblowoutへ移籍。
2025年6月30日、blowoutを退所。

## 出演
太字はメインキャラクター。

### テレビアニメ
- フットサルボーイズ!!!!!（2022年、昂守希[22]）
- 六道の悪女たち（2023年、男1）
- 魔導具師ダリヤはうつむかない（2024年、作業員）

### ゲーム
- フットサルボーイズ!!!!!ハイファイリーグ（2021年、昂守希[23]）

- 夢職人と忘れじの黒い妖精（2022年、スパロウ[24]）

### ドラマCD
- ミュージカル・リズムゲーム「夢色キャスト」Drama Theater 2 〜蒼海のプレアデス〜（2020年、三里多利[25]）

### ナレーション
- もりちゃんずコロシアム （2025年）

### 舞台
- パフォーマンスユニットTWT vol.8「突撃！第九八独立普通科連隊」（2021年7月14日 - 18日、本田二曹[26]）[11]
- 舞台「アクダマドライブ」（2022年3月10日 - 21日、2022年3月26日-27日、処刑課後輩[27]）
- 舞台「キノの旅」
  - 舞台「キノの旅-the Beautiful World-」（2022年5月18日-22日、入国審査官[28]）
  - 舞台「キノの旅Ⅱ-the Beautiful World-」（2023年6月15日-25日、七人の調査隊[29]）
- 舞台「万雷の喝采」（2022年8月11日 - 14日、近藤幸雄[30][31]）
- ウルトラマンション公演 舞台「さくらが咲く前に」（2022年9月21日 - 25日、真二郎[32][33]）
- 少年Komplex番外企画劇場参加型エンターテイメント『THEATER ✕ GAME』シーズン5（2022年10月9日、10月10日[34][35]）
- 朗読劇「グーとパーでチョキを出す2022」（2022年12月21日、23日、24日、タカヤマタイシ[36]）
- 舞台「転生したらスライムだった件」（2023年8月3日 - 5日、2023年8月11日 - 14日、アンサンブル[37][38]）

### 携帯コンテンツ
- サルボ部!!!!!【フットサルボーイズ!!!!!公式アプリ】（昂守希）[39][40]

## ディスコグラフィ

### シングル
| 発売日         | タイトル        | 規格品番   | 規格品番   | チャート 最高位 |
| 発売日         | タイトル        | 初回限定盤 | 通常盤     | チャート 最高位 |
| -------------- | --------------- | ---------- | ---------- | --------------- |
| 2021年1月13日  | Chase the core  | LACM-34009 | LACM-24009 | 165位           |
| 2021年7月21日  | Trigger         | LACM-24149 | LACM-24148 | 47位            |
| 2022年2月2日   | BRAVE MAKER     | LACM-34237 | LACM-24237 |                 |
| 2023年2月22日  | FROZEN MIDNIGHT |            | LACM-24341 |                 |
| 2024年10月29日 | Do & Dive       | 配信限定   | 配信限定   |                 |
| 2025年5月14日  | ラブシック      | 配信限定   | 配信限定   |                 |

### タイアップ曲
| タイトル        | タイアップ                                                                     | 時期            |
| --------------- | ------------------------------------------------------------------------------ | --------------- |
| Chase the core  | テレビアニメ『スケートリーディング☆スターズ』オープニングテーマ                | 2021年          |
| Trigger         | 特撮テレビドラマ『ウルトラマントリガー NEW GENERATION TIGA』オープニングテーマ | 2021年 - 2022年 |
| BRAVE MAKER     | テレビアニメ『フットサルボーイズ!!!!!』オープニングテーマ                      | 2022年          |
| Joyride         | テレビアニメ『氷属性男子とクールな同僚女子』PVテーマソング                     | 2022年          |
| FROZEN MIDNIGHT | テレビアニメ『氷属性男子とクールな同僚女子』オープニングテーマ                 | 2023年          |

### キャラクターソング
| 発売日        | 商品名                                           | 歌 | 楽曲                          | 備考                                                     |
| ------------- | ------------------------------------------------ | --- | ----------------------------- | -------------------------------------------------------- |
| 2022年2月9日  | フットサルボーイズ!!!!! プレイヤーソングアルバム | フットサルボーイズ!!!                                                                                    | 「Higher Goals」              | ゲーム『フットサルボーイズ!!!!! ハイファイリーグ』主題歌 |
| 2022年2月9日  | フットサルボーイズ!!!!! プレイヤーソングアルバム | 昂守希（佐久間貴生）、十河夏輝（千葉瑞己）、相庭京介（浦和希）、花村理央（多田啓太）、鞍馬雪丸（上村源） | 「WE ARE FUN☆TASISTA」        | 『フットサルボーイズ!!!!!』関連曲                        |
| 2022年4月13日 | フットサルボーイズ!!!!! 桃実高校アルバム         | 昂守 希（佐久間貴生）                                                                                    | 「Rock on !!」                | 『フットサルボーイズ!!!!!』関連曲                        |
| 2022年4月13日 | フットサルボーイズ!!!!! 桃実高校アルバム         | 昂守 希（佐久間貴生）                                                                                    | 「Higher Goals (昂守希ver.)」 | 『フットサルボーイズ!!!!!』関連曲                        |

## ライブ・イベント
単独ライブ・イベント
- 佐久間貴生 2ndシングル「Trigger」発売記念ライブ（2021年7月21日）[43]
- 佐久間貴生ワンマンライブ「Acoustic Home Coming」（2024年1月28日）[44]

合同ライブ
- Lantis & Purple One Star New Generation LIVE 2020（2020年11月26日[45]）
- ウルトラヒーローズEXPO 2022 ニューイヤーフェスティバル IN 東京ドームシティ（2021年12月25日-12月26日、2021年12月30日）[46][47]
- ウルトラヒーローズEXPO 2023 ニューイヤーフェスティバル IN 東京ドームシティ ナイトイベント「ULTRAMAN MUSIC LIVE」（2022年12月29日[48]）
- Lantis Release Party 2023 ～Winter～（2023年3月12日[49][50]）
- DIVE TO THE 2ND presents SUBMARINE FES vol.2（2023年5月1日[51]）
- Thinking Dogs presents 『DOG IN JAPAN vol.3』（2023年7月16日[52]）
- 原宿RUIDO 1st ANNIVERSARY presents. penetratiON #7 ～Acoustic Night Special～（2023年8月27日[53]）
- 新宿ReNY 9th Anniversary presents 音渦-otouzu- day2（2023年9月8日[54]）
- 原宿RUIDO PRESENTS 音渦-OTOUZU-（2023年11月11日[55]）
- ULTRAMAN MUSIC LIVE～ウルトラマン魂2023～ (2023年11月26日)[56]
- YELL PROJECT presents Pray for the Music Vol.1 (2024年1月20日)[57]
- BEYOND the V (2024年2月18日)[58]
- butterfly inthe stomach x HARAJUKU RUIDO presents.Horizont  (2024年3月1日)
- 原宿RUIDO presents.音渦-otouzu- (2024年4月5日)
- OMK presents NEWSTYLE vol 1(2024年5月4日)[59]
- The Music Draws The Life - 3 MAN LIVE -(2024年5月21日)[60]
- 原宿RUIDO 2nd ANNIVERSARY presents. TruePlayground〜2周年SP〜(2024年7月4日)
- Music Invasion(2024年7月7日)
- JANEiRO presents SINGING ACTORS Vol.01(2024年7月20日)[61]
- WEST TOKYO YELL PROJECT presents "Pray for the Music vol.2"(2024年7月28日)[62]
- 横浜ReNY beta × DIVE TO THE 2ND presents.『YOKOHAMA RISE』(2024年10月17日)[63]
- 不可逆のSprechchor(2024年10月24日)
- 原宿RUIDO presents. TruePlayground #45 ～trick or treat～(2024年10月30日)[64]
- 原宿RUIDO presents.ASOBiMASHOW 〜FRIDAY NIGHT!!いい夫婦の日SP番外編〜(2024年11月22日)
- WEST TOKYO YELL PROJECT presents Pray for the Music vol.3(2025年1月19日)[65]
- もちもちSESSION 〜新年スペシャル〜 (2025年1月31日)
- JANEiRO presents SINGING ACTORS Vol.02(2025年2月15日)[66]
- 横浜ReNY beta presents サクラループ vol.1(2025年3月2日)[67]
- ULTRAMAN: The Echo of Light 2025(2025年4月19日)[68]
- 横浜ReNY beta presents 夜間飛行 vol.1（2025年4月28日)[69]
- INTERAGE×FOWS pre.『Evo』（2025年5月29日)[70]
- 横浜ReNY beta presents 夜間飛行 vol.3（2025年6月12日)[71]
- - 赤羽ReNYalpha 6周年祭 - Alpha999ReNYalpha pre. 『 RESONATION  vol.4 』（2025年6月24日)
- 横浜ReNY beta 1st anniversary presents 夜間飛行 vol.4（2025年7月3日)[72]
- INTERAGE pre. Street 2MAN in川崎 Day2（2025年7月12日)
- 黒木隆弘 3rdアルバムリリースワンマンライブ 『ENERGY』〜雑草のオアシス〜　WEST TOKYO YELL PROJECT presents Pray for the Music vol.4（2025年7月13日)[73]
- イオンモール幕張新都心 フリーライブ（2025年7月20日)[74]
- Wiz Festival in SENDAI（2025年8月10日)
- My PARADE MUSIC FES in 仙台（2025年8月11日)
- ULTRAMAN MUSIC LIVE～ウルトラマン魂2025～(2025年9月14日)[75]
- KNOWVA LIVE TOUR 2025 〜Utopia〜(2025年9月16日)

トークライブ
- 異なる業種で何かやろっか。（2023年2月10日[76]）

### ユニットメンバー
1. ↑  大和晴（高良崚太）、榊星一郎（石森周斗）、月丘柊依（吉原康平）、幸永椿貴（山口諒太郎）、南雲竜（古田一紀）、天門泰雅（坂井易直）、樫良木ルイ（峯田大夢）、結城心（新井雄也）、久我巧生（村上聡）、花山院快斗（馬場惇平）、京極聖（宮瀬尚也）、二葉ともえ（山本智哉）、昂守希（佐久間貴生）、十河夏輝（千葉瑞己）、相庭京介（浦和希）、花村理央（多田啓太）、鞍馬雪丸（上村源）、桐生蓮（TAKA）、白河瞬（岡延明）、橘藤吾（大海将一郎）、今園彩人（森永彩斗）、水無瀬亜佐（菊池勇成）、秋月奏夜（津田拓也）、朝比奈碧（奥山敬人）、天王寺刻成（川島慶嗣）、世良龍太朗（下川草介）、水無瀬涼佑（石井孝英）、ガルシア・エミリオ（小塚亮輔）、蓮美朔（木津つばさ）